# 低温火傷/春恋歌/I Need You 〜夜空の観覧車〜
「低温火傷/春恋歌/I Need You 〜夜空の観覧車〜」（ていおんやけど/しゅんれんか/アイ・ニード・ユー よぞらのかんらんしゃ）は、2018年2月21日にアップフロントワークス（zetimaレーベル）から発売されたつばきファクトリーのメジャー3枚目のシングル。

## 概要・解説
低温火傷
- テレビ朝日系「musicるTV」2018年2月度オープニングテーマ[6]。
- FM FUJIパワープレイ"SOUND LEAF"楽曲[7]。
- 寒い季節にピッタリの切ない冬うた。手袋を使ったパフォーマンスが特徴的[8]。

春恋歌
- タイトル通り春らしい曲であり、ダンスは人形をイメージしている[9]。

I Need You 〜夜空の観覧車〜
- つばきファクトリーとしては初となる星部ショウ提供楽曲。
- 同グループの楽曲の中では最もセリフが多く、かつ長い[10]。
- 楽曲の舞台は神奈川県横浜市にある横浜みなとみらいの遊園地[11]（よこはまコスモワールド）。楽曲のタイトル同様、観覧車に二人一組で乗ってのミュージック・ビデオ撮影も行った[10]。
- 当初のタイトルは『I Need You ～観覧車～』であった[5]。

## リリース
- リリースに先駆けて、リード曲「低温火傷」が2017年12月2日より各音楽配信サイトにて先行配信された[12]。
- CDは初回生産限定盤A・同B・同C・同SP・通常盤A・同B・同Cの7タイプが発売されており、全ての初回生産限定盤にはDVDが付属している。また、初回生産限定盤SPにはイベント抽選シリアルナンバーカードが封入されており、スペシャルイベントへの応募が可能である。全ての通常盤には、トレカサイズ生写真（通常盤A：「低温火傷」衣裳のソロ9種＋集合1種よりランダムにて1枚、通常盤B：「春恋歌」衣裳のソロ9種＋集合1種よりランダムにて1枚、通常盤C：「I Need You 〜夜空の観覧車〜」衣裳のソロ9種＋集合1種よりランダムにて1枚）が封入されている。

## チャート成績
初週で68,266枚を売り上げ、3/5付オリコン週間シングルランキング初登場2位を獲得。

## 収録曲
| #  | タイトル                                      | 作詞       | 作曲       | 編曲             | 時間 |
| -- | --------------------------------------------- | ---------- | ---------- | ---------------- | ---- |
| 1. | 「低温火傷」                                  | 児玉雨子   | 大橋莉子   | 近藤圭一         | 3:49 |
| 2. | 「春恋歌」                                    | 大森祥子   | 鈴木秋則   | 鈴木俊介         | 4:36 |
| 3. | 「I Need You 〜夜空の観覧車〜」               | 星部ショウ | 星部ショウ | 浜田ピエール裕介 | 4:09 |
| 4. | 「低温火傷」(Instrumental)                    |            | 大橋莉子   | 近藤圭一         | 3:49 |
| 5. | 「春恋歌」(Instrumental)                      |            | 鈴木秋則   | 鈴木俊介         | 4:36 |
| 6. | 「I Need You 〜夜空の観覧車〜」(Instrumental) |            | 星部ショウ | 浜田ピエール裕介 | 4:09 |

| #  | タイトル                  | 作詞 | 作曲・編曲 | 時間 |
| -- | ------------------------- | ---- | ---------- | ---- |
| 1. | 「低温火傷」(Music Video) |      |            | 4:30 |

| #  | タイトル                | 作詞 | 作曲・編曲 | 時間 |
| -- | ----------------------- | ---- | ---------- | ---- |
| 1. | 「春恋歌」(Music Video) |      |            | 5:28 |

| #  | タイトル                                     | 作詞 | 作曲・編曲 | 時間 |
| -- | -------------------------------------------- | ---- | ---------- | ---- |
| 1. | 「I Need You 〜夜空の観覧車〜」(Music Video) |      |            | 5:00 |

| #  | タイトル                                       | 作詞 | 作曲・編曲 | 時間 |
| -- | ---------------------------------------------- | ---- | ---------- | ---- |
| 1. | 「低温火傷」(Dance Shot Ver.)                  |      |            | 3:57 |
| 2. | 「春恋歌」(Dance Shot Ver.)                    |      |            | 4:50 |
| 3. | 「I Need You 〜夜空の観覧車〜」(Close-up Ver.) |      |            | 4:25 |

## リリース日一覧
| 地域 | リリース日    | レーベル              | 規格                                              | カタログ番号                    |
| ---- | ------------- | --------------------- | ------------------------------------------------- | ------------------------------- |
| 日本 | 2017年12月2日 | UP-FRONT WORKS        | ダウンロードシングル                              | UFDL-1376                       |
| 日本 | 2018年2月21日 | zetima/UP-FRONT WORKS | CD（マキシシングル）+DVD                          | EPCE-7376/7（初回生産限定盤A）  |
| 日本 | 2018年2月21日 | zetima/UP-FRONT WORKS | CD（マキシシングル）+DVD                          | EPCE-7378/9（初回生産限定盤B）  |
| 日本 | 2018年2月21日 | zetima/UP-FRONT WORKS | CD（マキシシングル）+DVD                          | EPCE-7380/1（初回生産限定盤C）  |
| 日本 | 2018年2月21日 | zetima/UP-FRONT WORKS | CD（マキシシングル）+DVD                          | EPCE-7382/3（初回生産限定盤SP） |
| 日本 | 2018年2月21日 | zetima/UP-FRONT WORKS | CD（マキシシングル）                              | EPCE-7384（通常盤A）            |
| 日本 | 2018年2月21日 | zetima/UP-FRONT WORKS | CD（マキシシングル）                              | EPCE-7385（通常盤B）            |
| 日本 | 2018年2月21日 | zetima/UP-FRONT WORKS | CD（マキシシングル）                              | EPCE-7386（通常盤C）            |
| 日本 | 2018年2月21日 | zetima/UP-FRONT WORKS | ダウンロードシングル （LC-AAC）                   |                                 |
| 日本 | 2018年2月21日 | zetima/UP-FRONT WORKS | ハイレゾダウンロードシングル （FLAC 96kHz/24bit） |                                 |

## 参加ミュージシャン
低温火傷
- Programming：近藤圭一
- A.Guitar：佐々木貴之
- E.Guitar：朝井泰生
- Chorus：塩原奈美子

春恋歌
- Programming & Guitar：鈴木俊介
- Chorus：M!ho

I Need You 〜夜空の観覧車〜
- Programming & Guitar：浜田ピエール裕介
- Chorus：塩原奈美子